# Cecil Howard Green
Cecil Howard Green fue un geofísico estadounidense, nacido en el Reino Unido y formado en la Universidad de la Columbia Británica y en el Instituto Tecnológico de Massachusetts (MIT). Fue el fundador de Texas Instruments. Junto con su esposa, Ida Green, fue un filántropo que contribuyó a la fundación de la Universidad de Texas en Dallas, el Green College en la Universidad de la Columbia Británica, la St. Mark's School de Texas y el Green College en la Universidad de Oxford. Hicieron también importantes contribuciones a la Biblioteca Cecil H. Green de la Universidad de Stanford y al Edificio Cecil & Ida Green para las ciencias de la tierra en el MIT (diseñado por Ieoh Ming Pei).

## Biografía
Nació en Whitefield, un suburbio de Mánchester, Inglaterra el 6 de agosto de 1900. Su familia emigró sucesivamente a Nueva Escocia, Toronto y San Francisco. Aquí, como testigo del gran terremoto de San Francisco de 1906, el joven Cecil recibió su primera lección de geofísica, campo en el que conseguiría su fortuna. La familia se trasladó a Vancouver (Columbia Británica, Canadá), hasta que Cecil fue al MIT, consiguiendo la licenciatura y el doctorado en ingeniería eléctrica.
Cecil conoció a Ida Flansburgh en 1923, mientras trabajaba en su tesis doctoral en el Centro de Investigación de General Electric en Schenectady (Nueva York, Estados Unidos). Estuvieron casados durante 60 años hasta el fallecimiento de Ida en 1986.
La pareja cruzó el país cinco veces, viviendo en cámpines y tiendas de campaña. Cecil trabajaba como ingeniero para empresas de electrónica. Intentó, sin éxito, vender letreros luminosos de neón en Canadá. Contestó anuncios de ofertas de empleo para vender de todo, desde seguros hasta automóviles. 
En 1930, los Green se trasladan a Oklahoma donde Cecil aceptó el trabajo que le ofrecía Eugene McDermott como jefe de un equipo sismográfico de la reorganizada GSI-Geophysical Service Incorporated. Fundada en mayo de 1930 en Dallas (Texas), GSI fue una de las primeras compañías independientes de prospección creadas para aplicar la exploración por reflexión sísmica a la búsqueda de petróleo.
En 1941, cuando se entera de que los propietarios planeaban vender la sección de producción de petróleo, compró GSI junto con tres socios, J. Erik Jonsson, Eugene McDermott y H. B. Peacock. Para poder hacer frente al pago de su participación, tuvo que pedir un préstamo, hipotecar su casa, aportar como aval su póliza de seguro de vida y la de su esposa y reunir todas sus propiedades. El acuerdo se cerró el 6 de diciembre de 1941, el día anterior a que Pearl Harbor fuera bombardeado. GSI había desarrollado un magnetómetro para la prospección de petróleo que no era especialmente útil para encontrar éste, pero sí sumamente indicado para detectar submarinos enemigos, lo que contribuyó a la prosperidad de GSI.
Bajo el liderazgo de Green y su equipo, que al final de la década incluía a Patrick Haggerty, GSI se convierte en el líder en servicios de exploración geofísica. 
Pero fue su trabajo en electrónica, iniciado durante la Segunda Guerra Mundial, el que hizo que su historia sea importante para la tecnología. En 1951, se cambia el nombre de la empresa a Texas Instruments Incorporated-TI, y GSI se convierte en una filial propiedad al 100% de TI.
Green ocupó en GSI los cargos de vicepresidente (1941-1951), presidente (1951-1955) y chairman (1955-1959). También fue presidente y director de Texas instruments y en 1976 fue nombrado director honorífico de la compañía.
En los primeros años del siglo XXI, Texas Instruments se ha convertido en el líder mundial en el diseño y suministro para el procesamiento digital de señales y tecnologías análogas, base de la era Internet. Con su sede central en Dallas (Texas) y más de 34.000 empleados en todo el mundo, TI obtuvo unos ingresos de 12.600 millones de dólares en 2004, de los cuales 10.900 millones fueron por semiconductores. 
Falleció el 11 de abril de 2003 a la edad de 102 años.

## Filantropía
El crecimiento de TI hizo a Cecil H. Green un hombre inmensamente rico, y rápidamente Ida y él pensaron en cómo compartir su riqueza. 
El esfuerzo filantrópico del matrimonio alcanzó más de 200 millones de dólares y la mayoría fue empleado en medicina y educación. En 1991, a la edad de 91 años, recibió de la reina Isabel II de Inglaterra el título honorífico de Caballero.
Algunas de las obras de los Green en la Universidad de la Columbia Británica fueron impulsadas por Wlliam Carleton Gibson, neurólogo en Victoria (Columbia Británica, Canadá). Green y Gibson se referían al propio Gibson como 'el amigo más costoso de Cecil Green' debido a su insistencia para fundar la Cecil and Green Visiting Professorship y el Green College en la Universidad de la Columbia Británica.